# Igreja de madeira de Hronsek
A igreja de madeira de Hronsek é uma igreja luterana situada na aldeia de Hronsek, na Eslováquia.

## História
A construção da igreja começou em 23 de outubro de 1725 e terminou no outono de 1726.
Em 7 de julho de 2008, a igreja juntamente com outros sete monumentos foi declarada património mundial da UNESCO sob o nome de "Igrejas de madeira da parte eslovaca da área montanhosa dos Cárpatos".